# هوشتشا (محافظة ريفني)
هوشتشا (بالأوكرانية: Гоща؛ بالبولندية: Hoszcza) هي بلدة من النمط المدني في محافظة ريفنا في أوكرانيا.
تُعدّ المركز الإداري لمنطقة هوشتشا، وتضم مباني الإدارة المحلية للمنطقة.
بلغ عدد سكانها 5,121 نسمة في تعداد أوكرانيا لعام 2001. عدد السكان الحالي: 5,260 نسمة (تقديرات عام 2022).